# Miniera Schöller
La miniera Schöller (in ceco Důl Schöller), anche nota come miniera Schöller/Nejdły, si trova a Libušín, comune del Distretto di Kladno, Boemia Centrale in Repubblica Ceca. La miniera è stata attiva sino al 2002 ed è considerata un monumento culturale nazionale. Si tratta dell'unica struttura industriale mineraria della regione che conserva la sua torre nella zona di Kladno.

## Storia

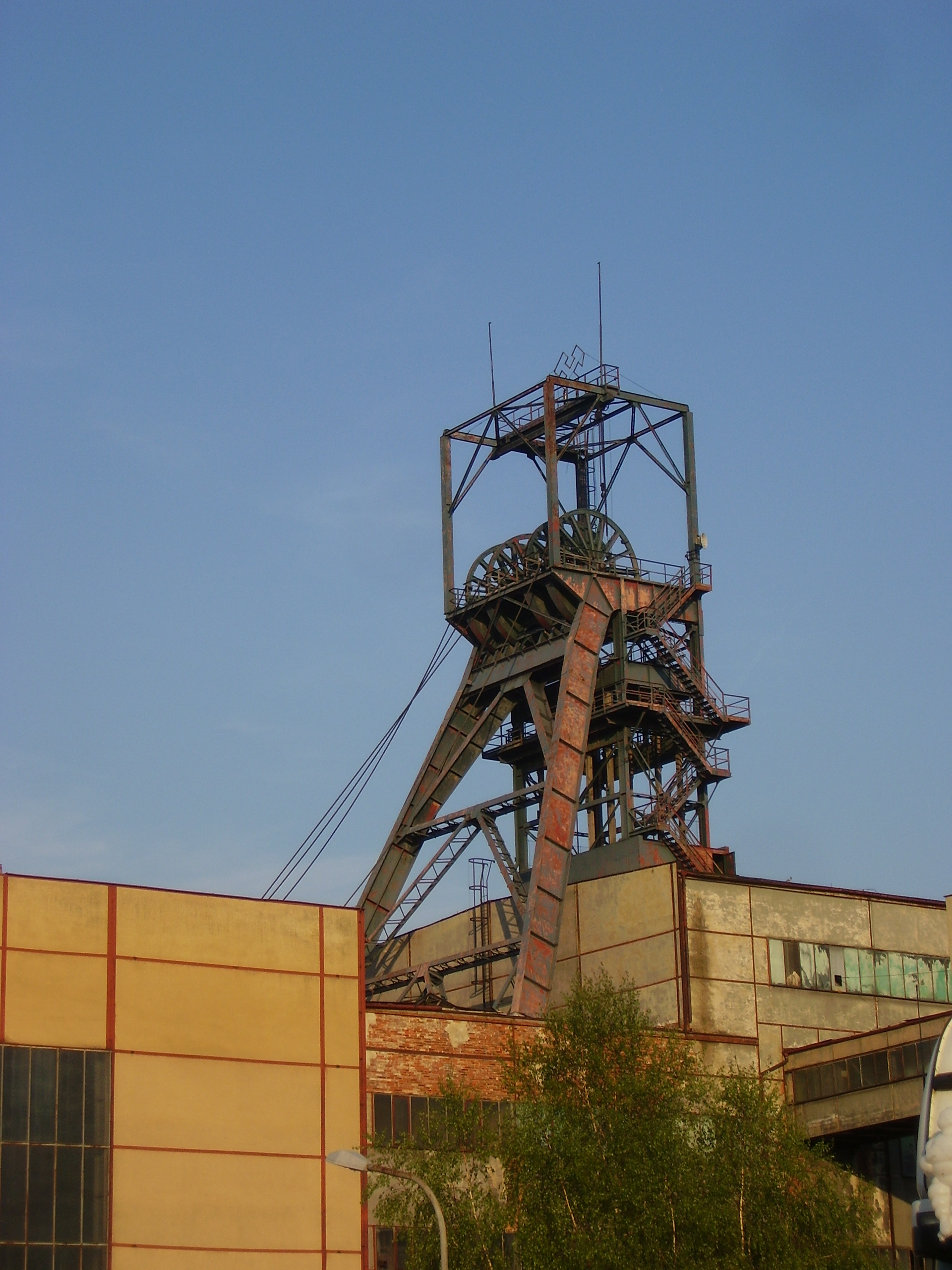
Una delle torri di servizio

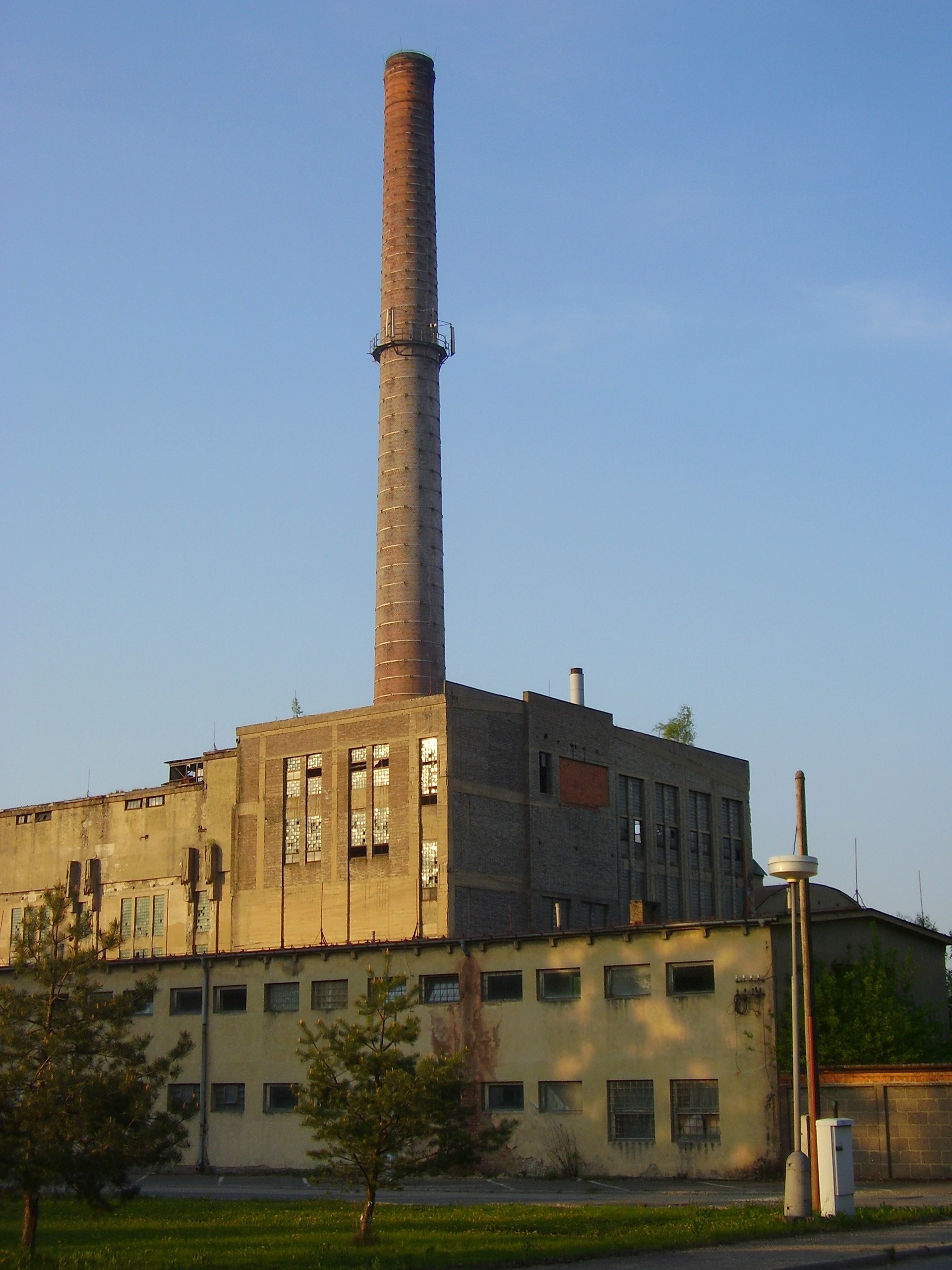
Centrale elettrica

L'area mineraria di Libušín iniziò ad essere interessata dalle perforazioni nel 1895. Il 1º agosto 1896 si arrivò ad un giacimento di carbone spesso 10 metri a una profondità di 495 metri. Il 10 giugno 1899 iniziarono gli scavi della fossa Schöller nei punti in cui si trovava il pozzo attraverso il quale l'acqua veniva drenata e pompata dalla miniera Jan. Lo scavo è stato effettuato dalla compagnia mineraria Mirošovské kamenuhelné težárstvo, ribattezzata Mirošov – Libušín – Svatoňovické težárstvo. La fossa aveva un profilo circolare con un diametro interno di cinque metri. Il 31 ottobre 1901 la fossa arrivò a raggiungere i 533,3 metri finali. L'estrazione regolare iniziò il 15 febbraio 1902. Nel 1905 la miniera fu acquistata dalla Pražská železářská společnost, che costruì nelle sue adiacenze una centrale elettrica da utilizzare nell'impianto. Dal 1901 intanto la miniera era stata collegata tramite un raccordo ferroviario anche alla stazione di Buštěhrad. Dopo la nazionalizzazione seguita alla seconda guerra mondiale, nel 1946, la miniera prese il nome di Nejedlý. La fossa Schöller venne dichiarata come scarsamente utilizzabile dal 1962 e l'attività mineraria terminò nel 1973 dopo che la fossa vicina fu ultimata e divenuta operativa. Da allora è stato utilizzata solo per la ventilazione della vicina miniera ancora attiva. La nuova fossa fu scavata tra il 1969 e il 1972 arrivando fino alla profondità di 638,66 metri. Aveva un profilo circolare con un diametro di 7,5 metri e iniziò l'attività estrattiva nel 1973. Intanto il nome della fossa non è cambiato mentre è cambiato solo il nome della miniera. Alla fine del 2001 nella miniera si verificò un grave incidente con un'esplosione che portò alla morte di quattro minatori. Dopo questo disastro la miniera venne classificata come soggetta a fughe di gas, e questo significava innanzitutto l'obbligo di introdurre misure di sicurezza più elevate. L'adeguamento ai nuovi standard avrebbe comportato ingenti investimenti e all'inizio del 2002 si è deciso di porre fine all'attività mineraria. L'ultimo carro a carbone dell'intero bacino carbonifero di Kladno venne portato in superficie il 29 giugno 2002.

## Descrizione

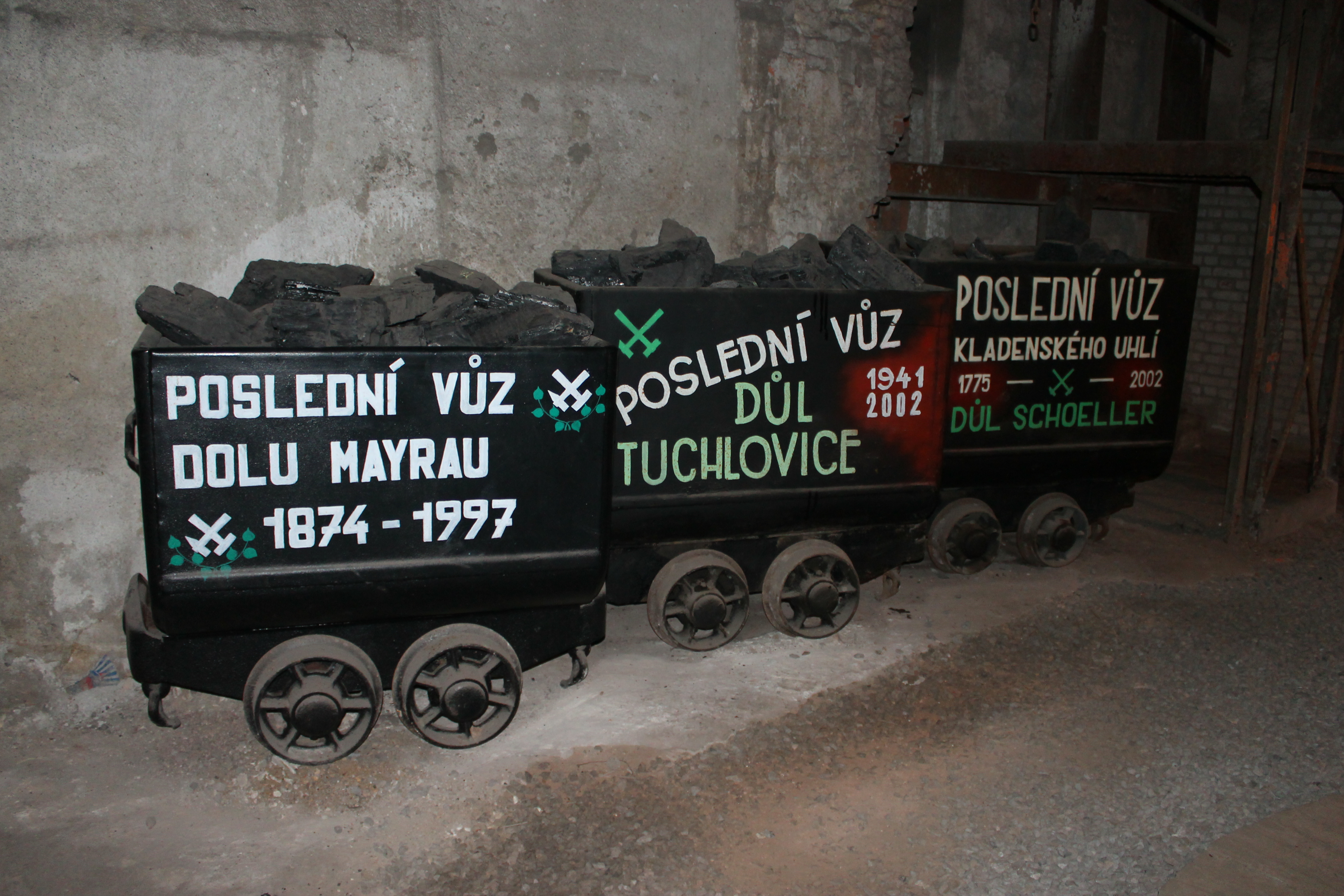
Carrelli usati nella miniera

L'area della miniera Schöller si trova a Libušín, comune della Boemia Centrale in Repubblica Ceca. Sono stati conservati tutti gli edifici operativi ad eccezione dell'impianto di lavorazione esterno. Quindi sono rimasti intatti, anche se non più attivi, l'edificio a fossa del pozzo, la torre mineraria a traliccio e la sala delle macchine minerarie. L'edificio a fossa è un edificio ad aula in mattoni, a pianta approssimativamente quadrata, coperto da un basso tetto a due falde con la tipica finestra circolare nel timpano. I tetti bassi a due falde con una finestra circolare nel timpano sono una caratteristica comune degli edifici minerari originali. La torre mineraria è unica nel suo design tipico del modello Thomson-Beck ed è l'unica torre di questo tipo nella zona di Kladno, rappresentando così un esempio di monumento industriale dello sviluppo industriale della regione. Caratteristica tipica di questa struttura di origine inglese, perfezionata in Germania, è la suddivisione strutturale tra i supporti portanti della torre mineraria e la struttura adibita ai trasporti.

### Monumento culturale della Repubblica Ceca
La tutela dei monumenti della Repubblica Ceca considera il complesso della miniera Schöller un monumento culturale nazionale tutelato col numero di catalogo 1000450335. Oggetto di tutela sono la torre mineraria, l'edificio della fossa e i terreni ad essi appartenenti.